# Aloe betsileensis
Aloe betsileensis é uma espécie de liliopsida do gênero Aloe, pertencente à família Asphodelaceae.